# Centro Nazionale per le Arti dello Spettacolo
Il Centro Nazionale per le Arti dello Spettacolo (国家大剧院S, Guójiā dà jùyuànP, lett. "Grande Teatro Nazionale"), noto come l'Opera di Pechino o, più familiarmente, L'uovo,  è un teatro d'opera a Pechino, Repubblica Popolare Cinese.
Il Centro, una cupola ellissoidale di titanio e vetro circondata da un lago artificiale, comprende in un'area di oltre 200.000 m² una sala per l'opera di 2.416 posti, una sala concerti con 2.017 posti ed un teatro di 1.040 posti.
È stato progettato dall'architetto francese Paul Andreu.
La costruzione è iniziata nel dicembre 2001 e il concerto inaugurale si è tenuto nel dicembre 2007.

## Architettura
Il teatro è una cupola ellissoide in titanio, interrotta in direzione nord-sud da un rivestimento in vetro che si allarga gradualmente dall'alto verso il basso; si tratta di oltre 18.000 lamine di titanio ed oltre 1000 di vetro ad alta trasmissione luminosa. È stato progettato come qualcosa di emblematico che potesse essere immediatamente riconoscibile.
La cupola misura 212 metri da est ad ovest, 144 da nord a sud ed è alta 46 metri. Gli ospiti giungono dal lato nord dopo aver camminato attraverso un corridoio lungo 80 metri passante al di sotto la superficie del lago.

### Ubicazione
L'ubicazione immediatamente ad ovest di Piazza Tiananmen e della Grande Sala del Popolo, vicino alla Città Proibita, unita al design futuristico del teatro, ha generato serie controversie. Paul Andreu ha ribattuto che benché nell'antica architettura cinese tradizionale ci sia un indubbio valore, Pechino, come capitale del paese e città internazionale di grande importanza, dovesse abbracciare anche l'architettura moderna. Il suo progetto, con grandi spazi aperti, acqua ed alberi, è stato apposta pensato come complemento alle pareti rosse degli antichi edifici della Grande Sala del Popolo, in modo da fondersi nel contesto invece di stagliarcisi contro.

## Costi
Il costo iniziale dell'opera era di 2,688 miliardi di Renminbi; quando la costruzione fu completata, il costo totale era lievitato a più di 3,2 miliardi. Causa principale dell'aumento è stato un ritardo per una nuova perizia ed ulteriori modifiche minori dopo il crollo di un terminal di un aeroporto parigino. Il costo è stato una delle maggiori fonti di controversie poiché molti ritenevano che fosse quasi impossibile recuperare l'investimento; quando il costo totale fu valutato, ogni posto a sedere fu stimato in circa mezzo milione di renminbi.
Il Governo Cinese autorizzò degli studi completati nel 2004 dalla Research Academy of Economic & Social Development Archiviato il 23 ottobre 2011 in Wikiwix. e dalla Dongbei University of Finance and Economics, poiché le spese di manutenzione del complesso erano state pubblicizzate dai media cinesi: le bollette dell'acqua e dell'elettricità e i costi di pulitura del guscio esterno sarebbero stati valutati in almeno dieci milioni di renminbi e aggiungendo altri costi relativi alla manutenzione, il totale avrebbe potuto facilmente superare il miliardo di renminbi. Di conseguenza il governo, per i primi tre anni successivi l'apertura, dovrebbe coprire per almeno l'80% i costi d'esercizio annuali e in seguito per il 60%.
Il direttore del comitato artistico del Centro Nazionale per le Arti e lo Spettacolo, un membro della Conferenza politica consultiva del popolo cinese, e l'addetto stampa nonché vice direttore del teatro stesso, hanno dichiarato che il 70% dei biglietti sarebbe stato venduto ad un prezzo basso ai normali cittadini, mentre il 10% sarebbe stato venduto ad un prezzo relativamente alto a diversi settori di mercato; in più il 60% dei costi d'esercizio annuali che il Governo Cinese avrebbe dovuto coprire, sarà diviso fra il governo centrale e la municipalità di Pechino.

## Galleria d'immagini

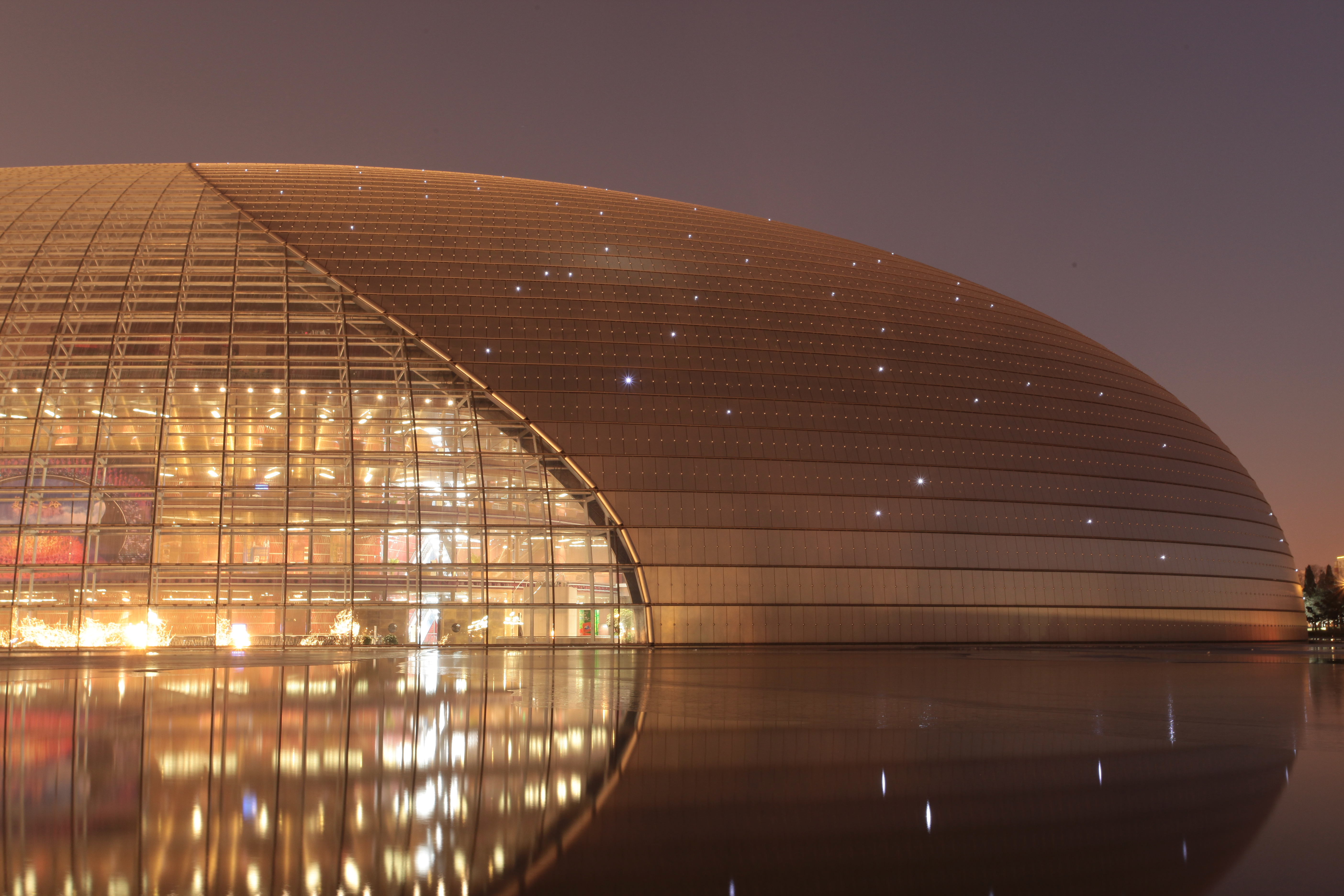
La cupola di notte
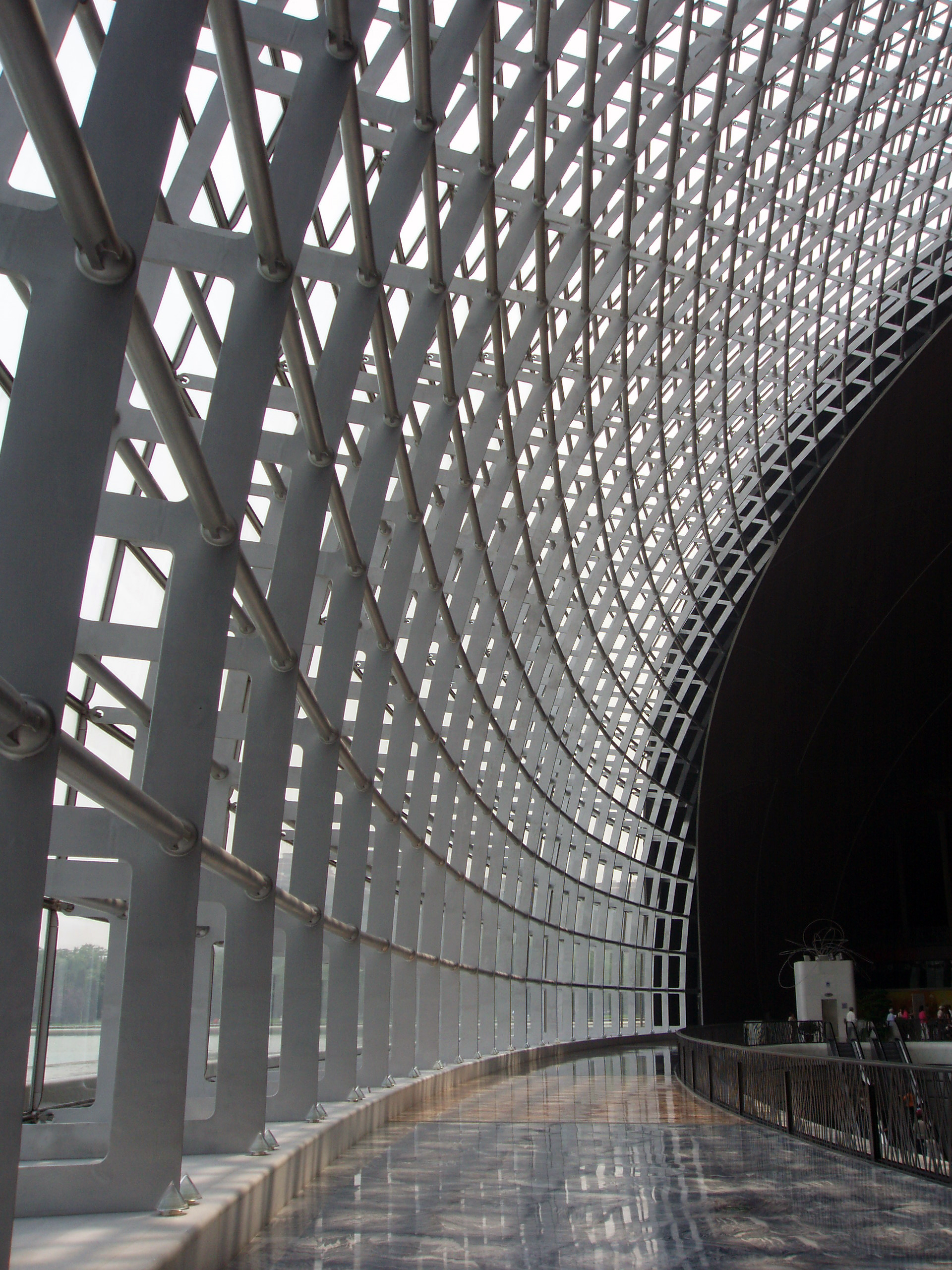
Architettura interna
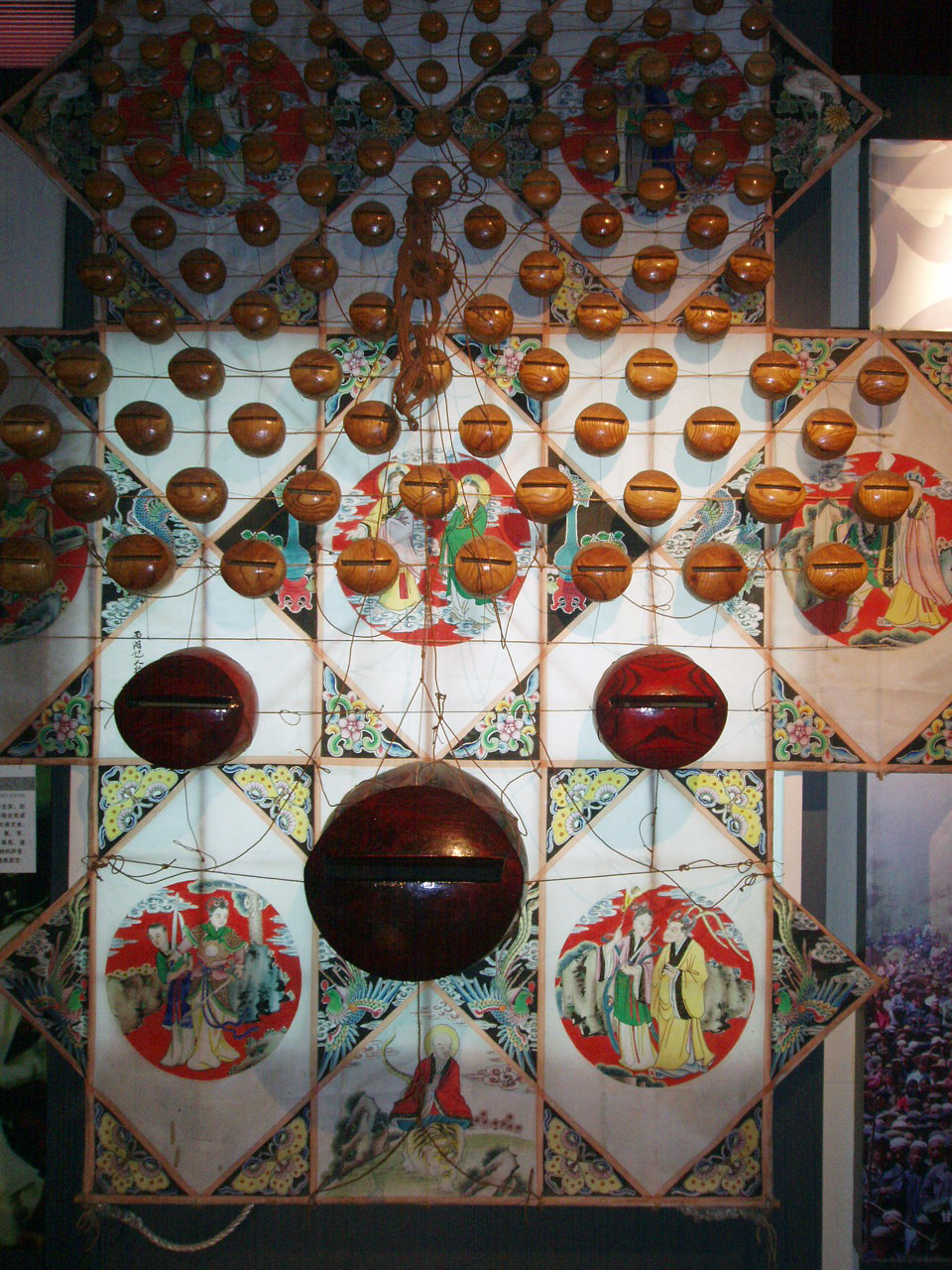
Decorazione
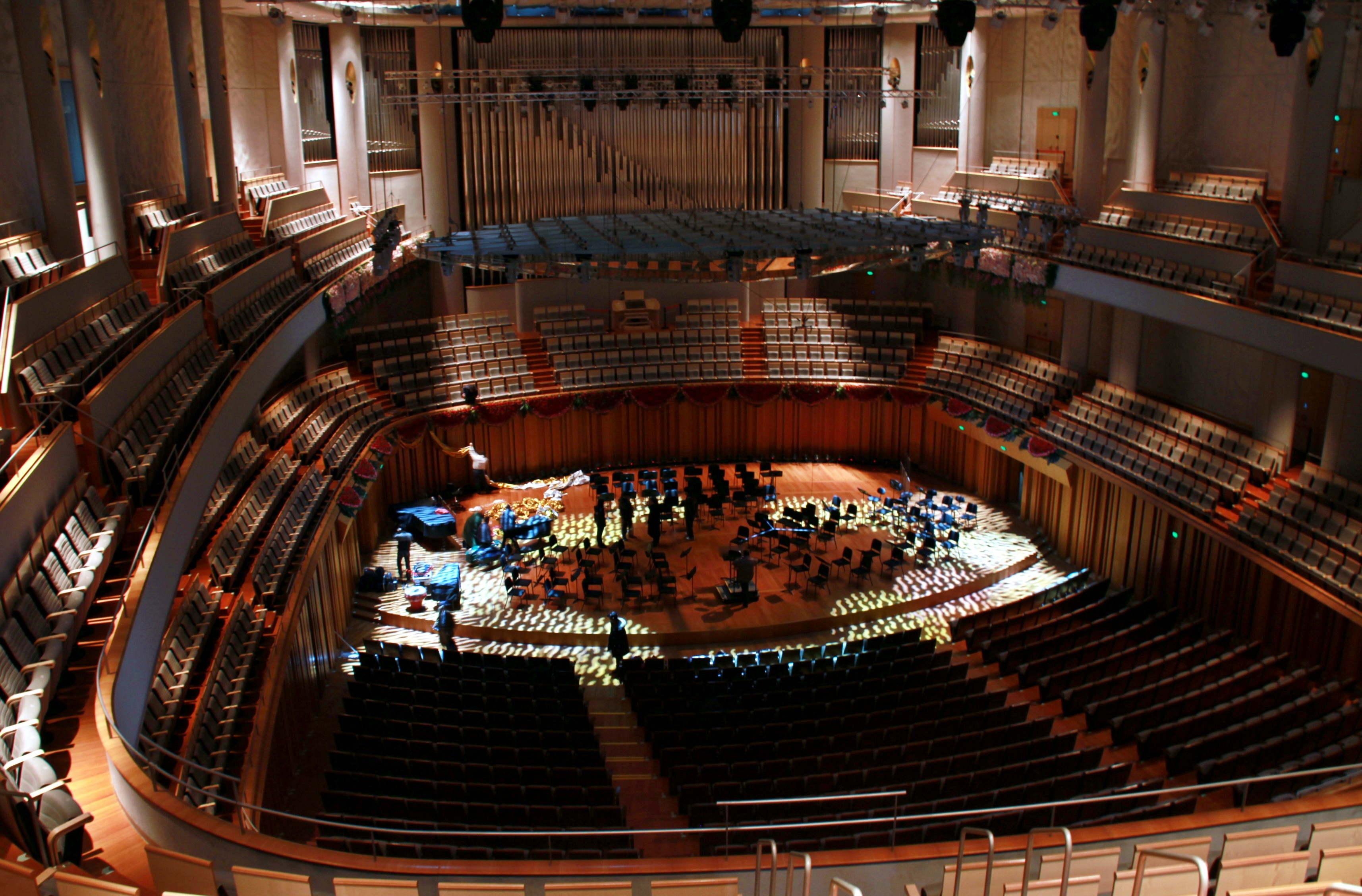
Sala di concerto